# 1717年圣诞节洪水

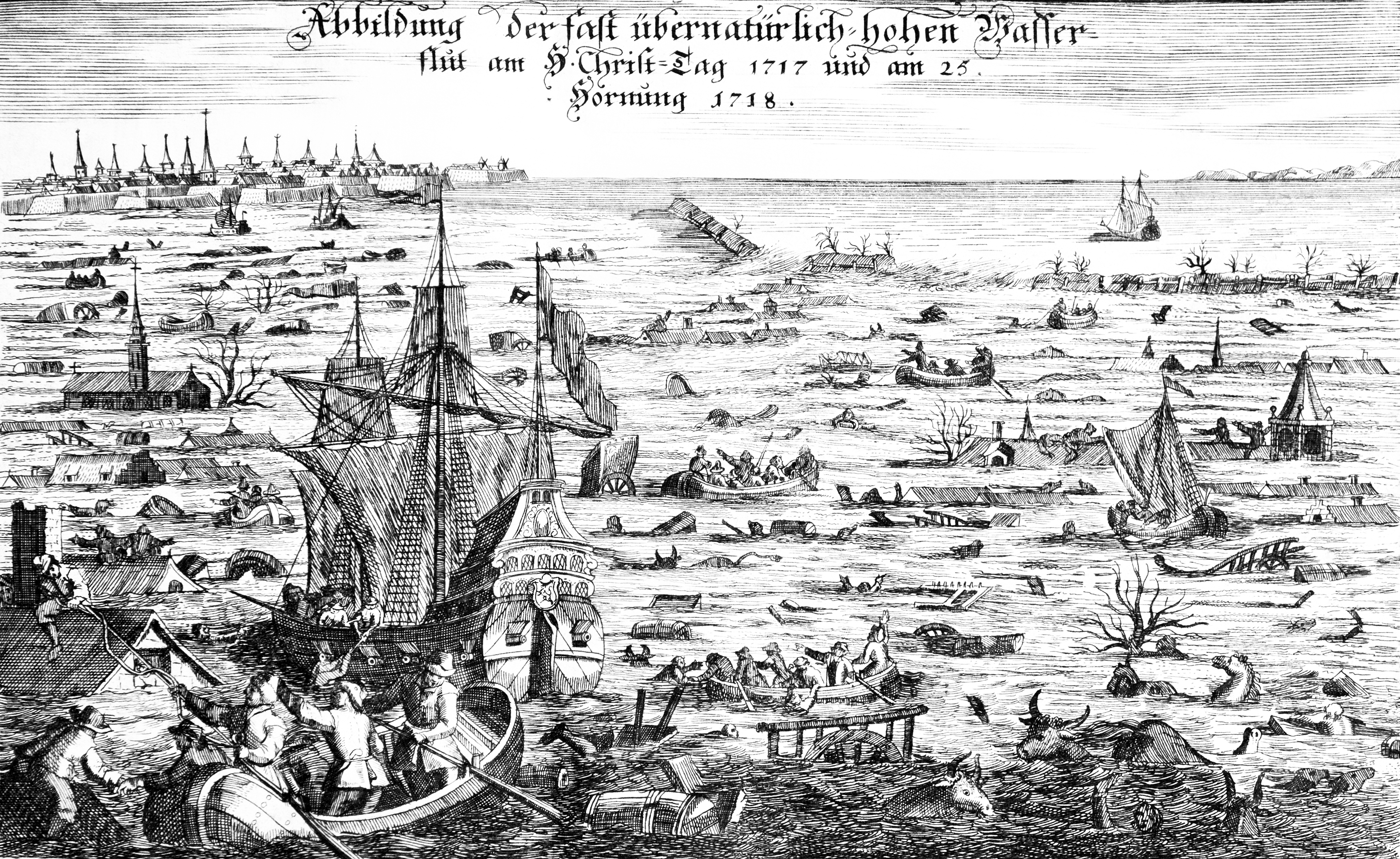
1717年圣诞节洪水

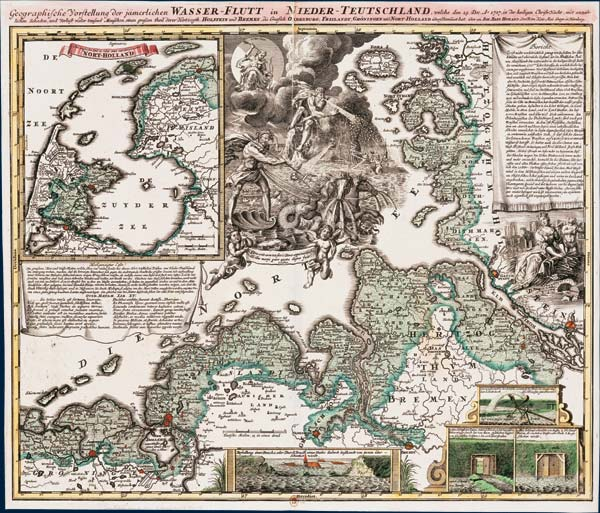
地图

1717年圣诞节洪水（荷蘭語：Kerstvloed 1717）是一场欧洲西北部的风暴引起的洪水，于1717年圣诞节之夜冲击了荷兰、德国和北欧海岸地区，共约14000人被淹死。洪水到达的城镇包括格罗宁根、兹沃勒、多克姆（Dokkum）、阿姆斯特丹和哈勒姆。沿海附近很多村庄被完全摧毁，如弗利兰岛（Vlieland）西部和格罗宁根省海堤坊后面的村庄。